# Maurice Labro
Maurice Labro (Courbevoie, França, 21 de Setembro de 1910 - 23 de Março de 1987), foi um cineasta francês.

## Filmografia parcial
- 1947 : Les Gosses mènent l'enquête
- 1948 : Trois garçons, une fille
- 1949 : L'Héroïque Monsieur Boniface
- 1950 : Le Tampon du capiston
- 1951 : Le Roi du bla bla bla
- 1951 : Boniface Somnambule
- 1951 : Pas de vacances pour Monsieur le Maire
- 1952 : Monsieur Leguignon lampiste
- 1953 : Deux de l'escadrille
- 1953 : Saluti e baci
- 1954 : J'y suis... j'y reste
- 1954 : Ma petite folie
- 1954 : Leguignon guérisseur
- 1955 : On déménage le colonel
- 1956 : Villa sans souci
- 1957 : Le Colonel est de la revue
- 1957 : Action immédiate
- 1959 : Le fauve est lâché
- 1960 : Les Canailles
- 1962 : Le Gorille a mordu l'archevêque
- 1962 : Jusqu'à plus soif
- 1963 : Le Captif
- 1963 : Blague dans le coin
- 1964 : Coplan prend des risques
- 1965 : Corrida pour un espion
- 1967 : Casse-tête chinois pour le judoka
- 1972 : La Feuille d'érable (TV)